# Zanclià
| Període                                                        | Sèrie    | Estage       | Edat (Ma)  |
| -------------------------------------------------------------- | -------- | ------------ | ---------- |
| Quaternari                                                     | Plistocè | Gelasià      | més recent |
| Neogen                                                         | Pliocè   | Plasencià    | 3,6        |
| Neogen                                                         | Pliocè   | Zanclià      | 5,333      |
| Neogen                                                         | Miocè    | Messinià     | 7,246      |
| Neogen                                                         | Miocè    | Tortonià     | 11,63      |
| Neogen                                                         | Miocè    | Serraval·lià | 13,82      |
| Neogen                                                         | Miocè    | Languià      | 15,97      |
| Neogen                                                         | Miocè    | Burdigalià   | 20,44      |
| Neogen                                                         | Miocè    | Aquitanià    | 23,03      |
| Paleogen                                                       | Oligocè  | Catià        | més antic  |
| Subdivisió del període Neogen segons IUGS, el juliol del 2009. |          |              |            |

El Zanclià és un estatge faunístic que començà fa 5,333 milions d'anys i s'acabà fa 3,6 milions d'anys. És el primer estatge dels dos que formen l'època del Pliocè i, per aquest motiu, de vegades es coneix com a Pliocè inferior o Pliocè primerenc. El seu nom deriva de Zancla, el nom preromà de la ciutat siciliana de Messina.
El seu inici és marcat per la inundació zancliana, un esdeveniment catastròfic en el qual el mar Mediterrani, que havia restat separat de l'oceà Atlàntic i perdut 1 km de profunditat durant la crisi de salinitat del Messinià, fou reconnectat a l'oceà per l'obertura sobtada de l'estret de Gibraltar i es tornà a omplir en qüestió de mesos o anys.
La fase final del Zanclià fou marcada per l'inici de l'òptim climàtic pliocè, en el qual les temperatures globals, impulsades per una concentració de diòxid de carboni a l'atmosfera de més de 400 ppm, eren com a mínim 4 °C més altes que en l'època preindustrial i les temperatures dels pols eren entre 5 i 10 °C superiors a les actuals. La fosa de gran part dels casquets polars feu que el nivell del mar fos 35 m més alt que avui en dia.